# ملتقى الخويصة
ملتقى الخويصة، هو ملتقى دعوي دوري نصف سنوي (يُقام كل ستة أشهر)، يقيمه ويديره معهد المعارج للدراسات الشرعية وجمعية مثابة الاعتدال، وذلك بمشاركة العديد من علماء الدين الإسلامي والدعاة والمفتين الشرعيين ورجال الأعمال والأكاديميين، وذلك من مختلف البلدان العربية والإسلامية. يهدف الملتقى لتطبيق رسالة الإسلام الوسطية، ومتابعة الأعمال الدعوية الإسلامية، عملاً بفقه المبادرة المجتمعية "من الاحتياج إلى الإنتاج".
بدأت دورتها الأولى في عام 2015، واستمرت لوقتنا هذا، بحث يُعقد مرتين سنوياً: عالمي خارج الأردن في أحد فروع معهد المعارج العالمية في شهر رجب، والآخر داخل الأردن في شهر صفر. وفي كل دورة تكون مدة الملتقى ما يقارب الثلاثة أيام، يتم تناول عدة محاور نقاشية تهدف للتباحث في أمر يخدم المقاصد الأربعة التالية: العلم الشرعي (بالسند إلى النبي محمد )، والدعوة، والتربية (السلوك)، والاكتفاء الذاتي، بحيث يقدم كل مشارك فيها ورقة بحثية ويتم تداولها والنقاش فيها خلال الجلسة.
ومثل هذه الملتقيات تُعقد لدى النساء أيضاً بترتيب وإدارة مركز الحوراء للتأهيل والبناء وجمعية مثابة الاعتدال للعلوم الشرعية.

## التسمية
جاءت تسمية الملتقى بالخويصة من حديث النبي محمد  الذي قال فيه: "بل ائتمروا بالمعروف وتناهوا عن المنكر حتى إذا رأيت شحاً مطاعاً وهوىً متبعاً ودنيا مؤثرة وإعجاب كل ذي رأي برأيه فعليك بخاصة نفسك ودع العوام".

## تاريخ الملتقى
خلال السنوات الماضية تنوعت المواضيع التي تناولها ملتقى الخويصة، وكانت كما يلي:
| النسخة     | المكان                   | الزمان | العنوان / الموضوع                            |
| ---------- | ------------------------ | ------ | -------------------------------------------- |
| الأولى     | الأردن                   | 2015   | مفهوم دائرة الخويصة                          |
| الثانية    | الأردن، مدينة عجلون      | 2015   | العمل المؤسسي                                |
| الثالثة    | الأردن، مدينة السلط      | 2016   | فقه الدعوة                                   |
| الرابعة    | الأردن، مدينة العقبة     | 2017   | مقاصد حلقات التعليم                          |
| الخامسة    | الأردن، الشوبك           | 2017   | إحياء المناسبات الشرعية                      |
| السادسة    | الأردن، مدينة العقبة     | 2018   | منهجية السلوك                                |
| السابعة    | الأردن، الأغوار          | 2018   | التنمية المستدامة                            |
| الثامنة    | الأردن، مدينة العقبة     | 2019   | مشاريع الاكتفاء الذاتي                       |
| التاسعة    | الأردن، مدينة اربد       | 2019   | تنمية المرافق الدعوية                        |
| العاشرة    | الأردن، مدينة العقبة     | 2020   | سبل توظيف المستجيبين                         |
| الحادي عشر | الأردن، مدينة مأدبا      | 2021   | مناهج العلم المسند                           |
| الثاني عشر | الأردن، مدينة العقبة     | 2022   | معهد المعارج واقع وتحديات                    |
| الثالث عشر | الأردن، لواء الكورة      | 2022   | بالمؤسسات إلى المجتمعات                      |
| الرابع عشر | تركيا، مدينة يلوا        | 2022   | فقه المبادرة                                 |
| الخامس عشر | الأردن، مدينة السلط      | 2023   | فقه المناسبات                                |
| السادس عشر | صوماليلاند، مدينة هرجيسا | 2024   | مراتب الدين                                  |
| السابع عشر | الأردن، مدينة الكرك      | 2024   | قيم الوفاء والانتماء لشهداء الصحابة في الكرك |

## ألبوم الصور

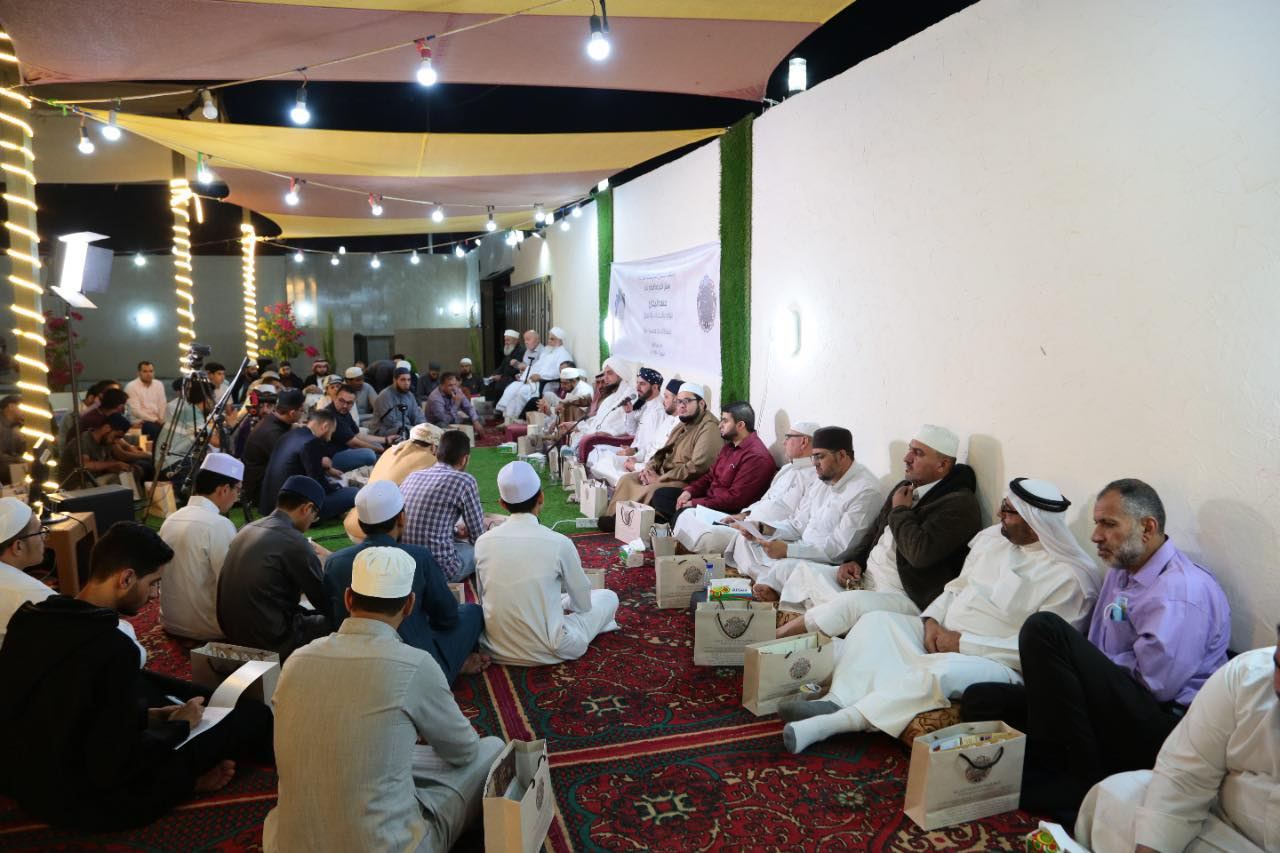
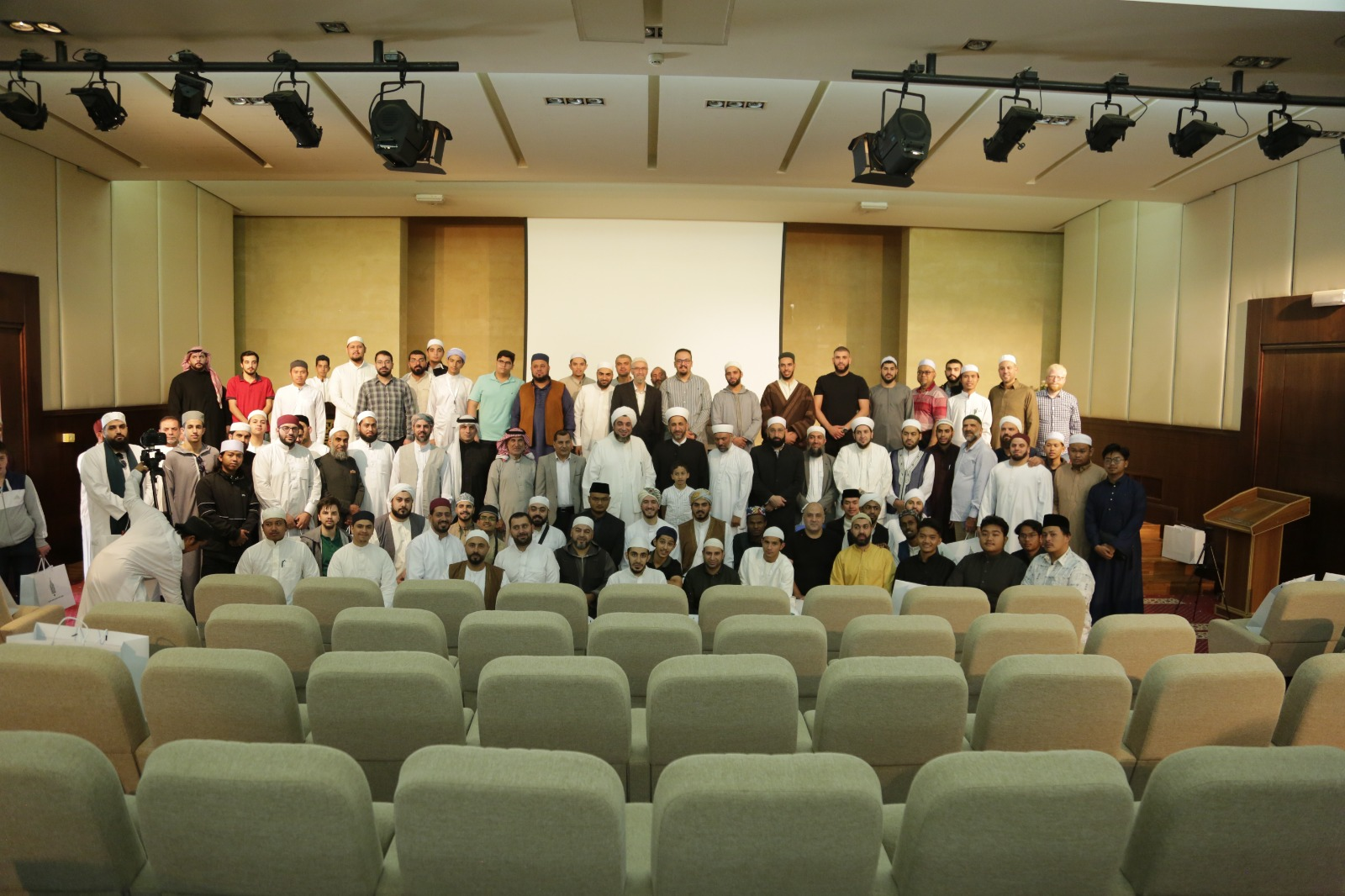
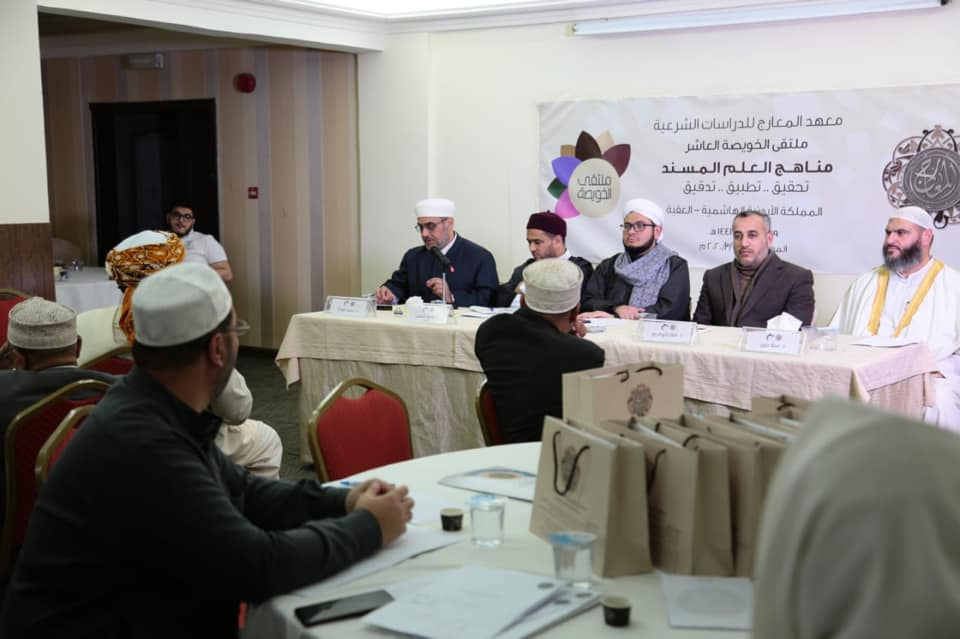
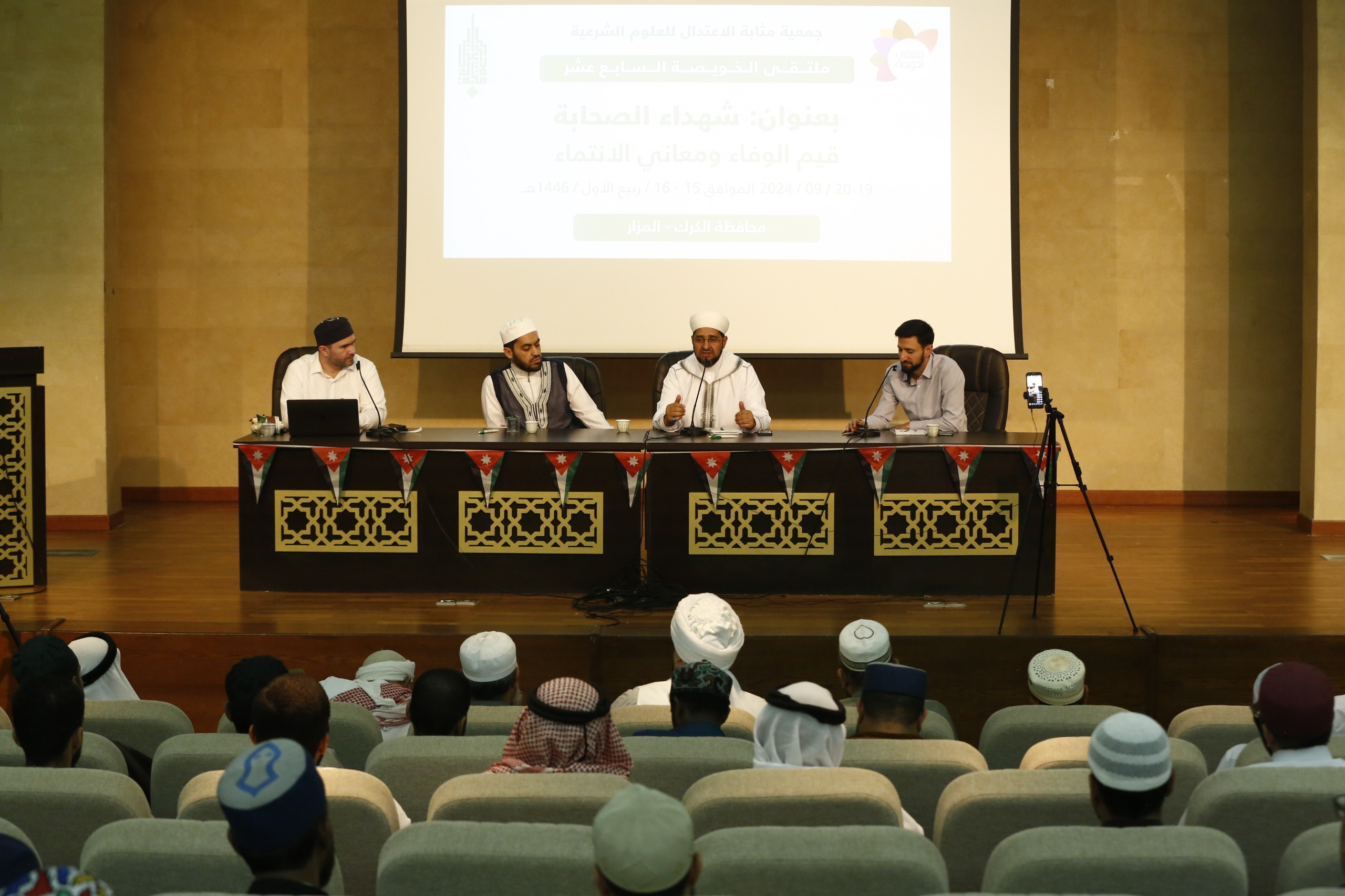
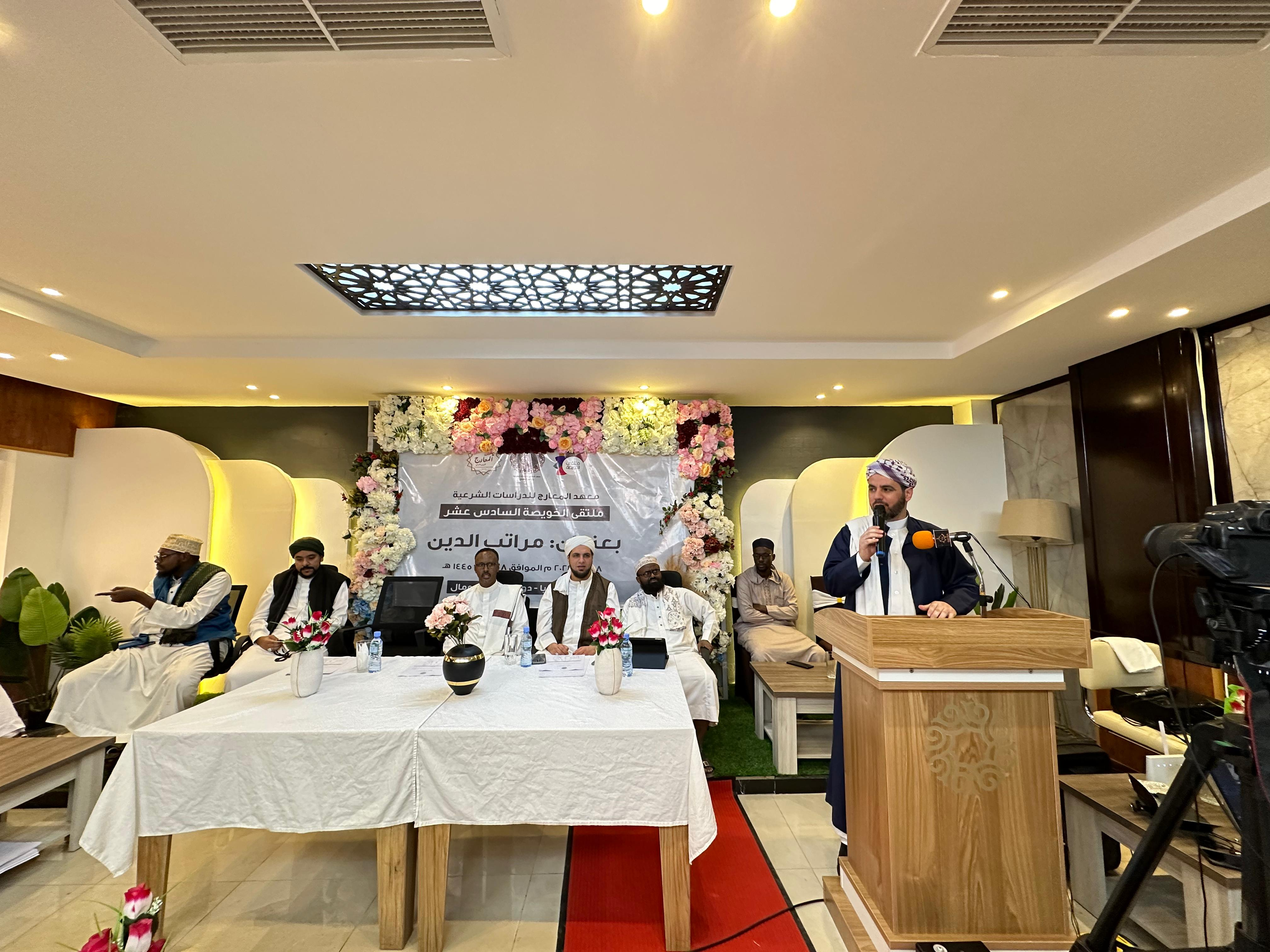
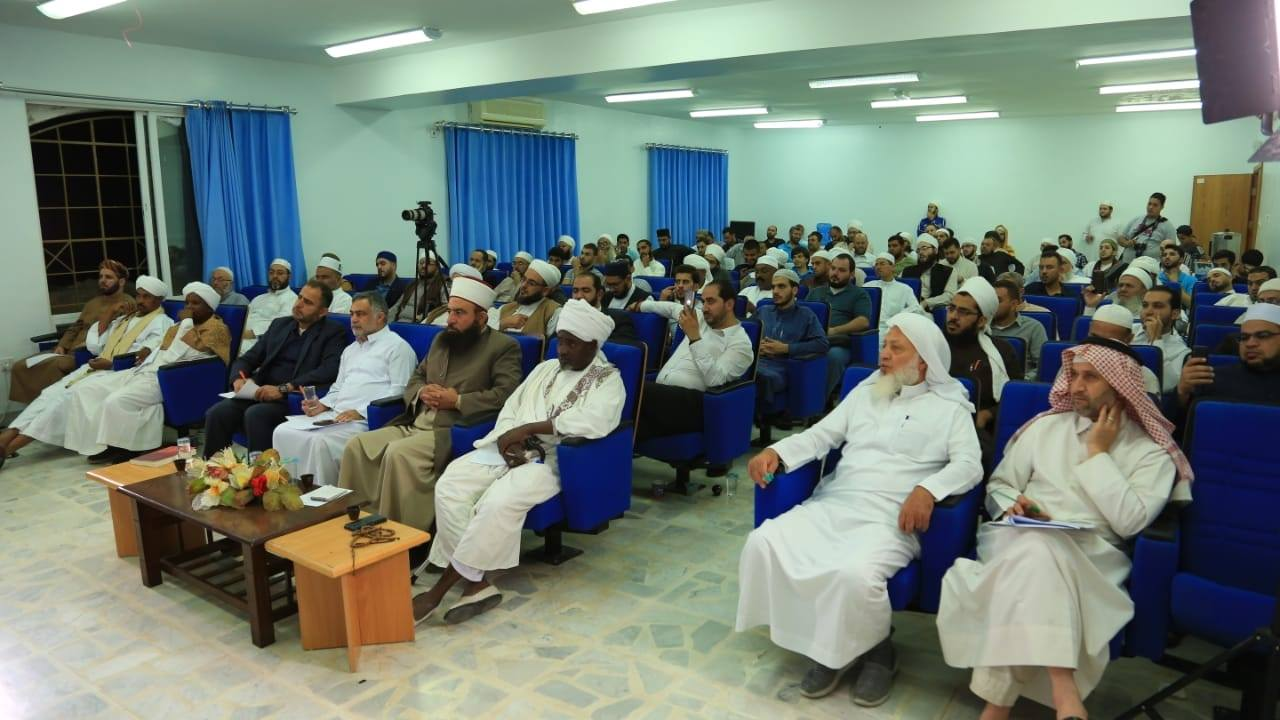
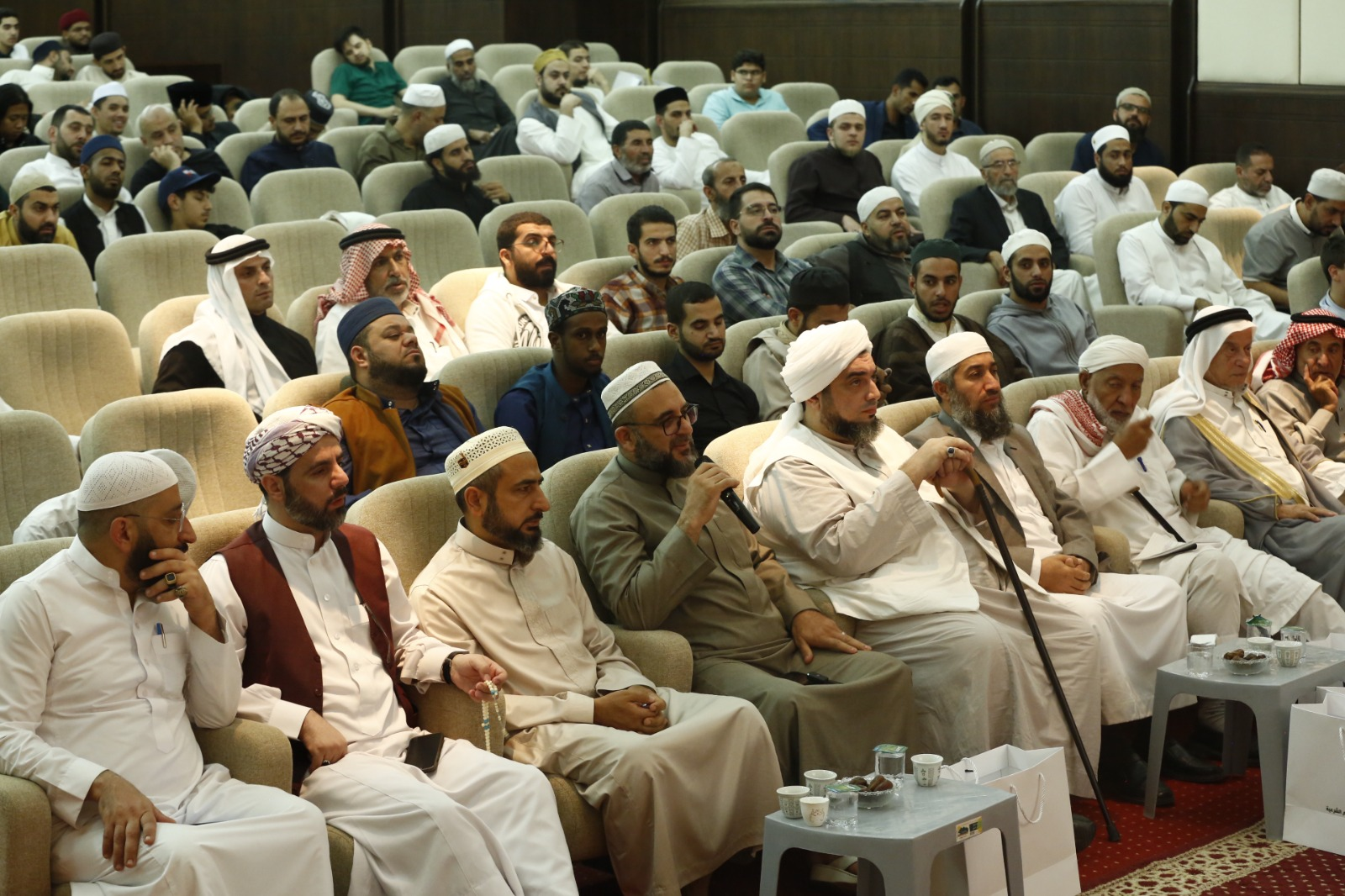
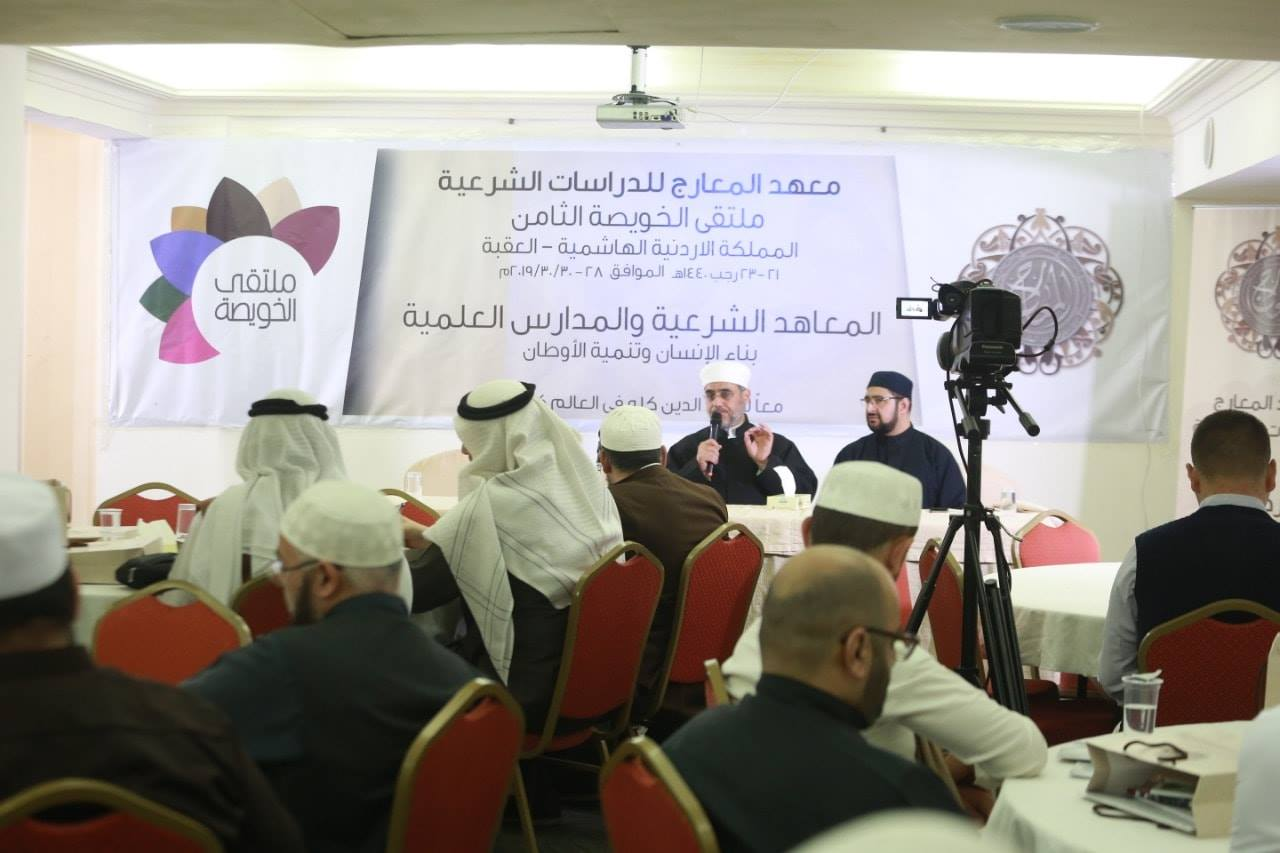
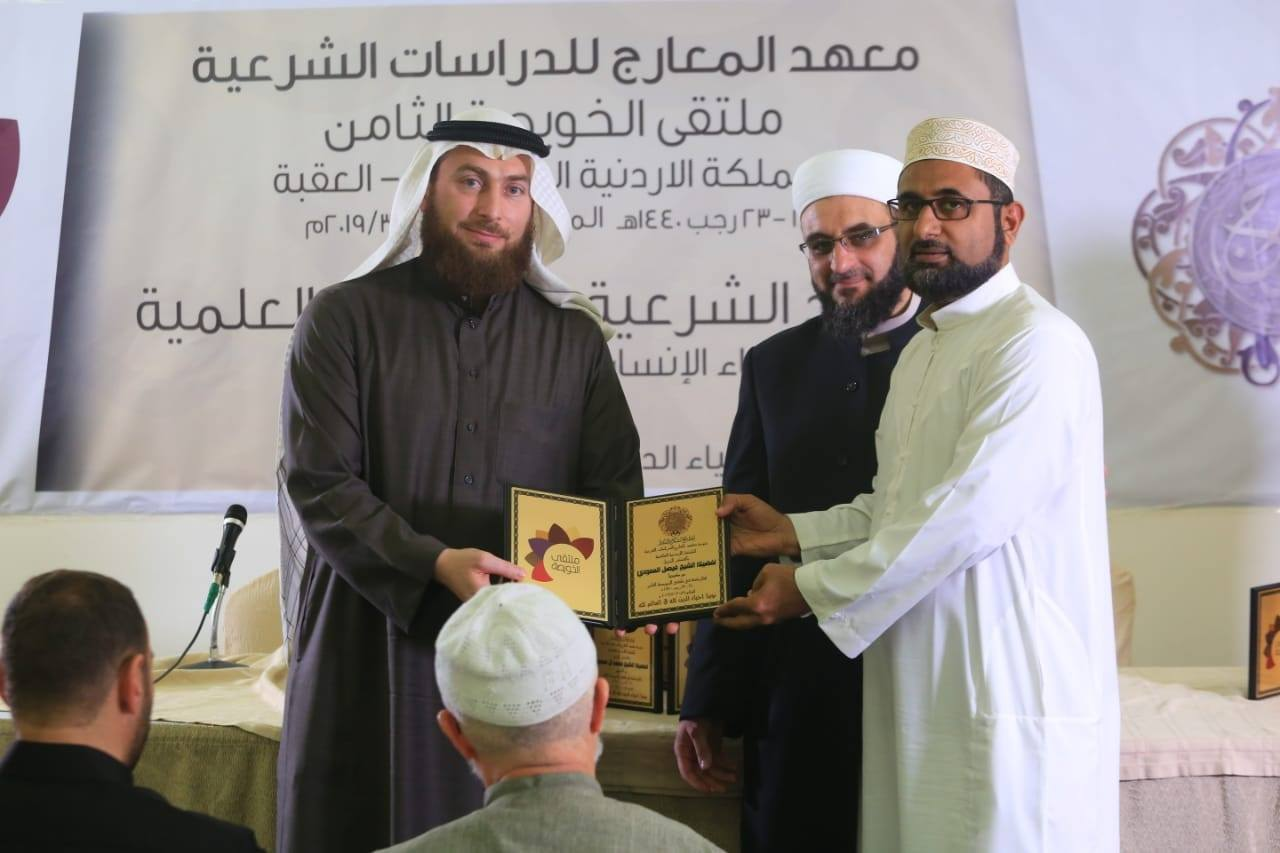
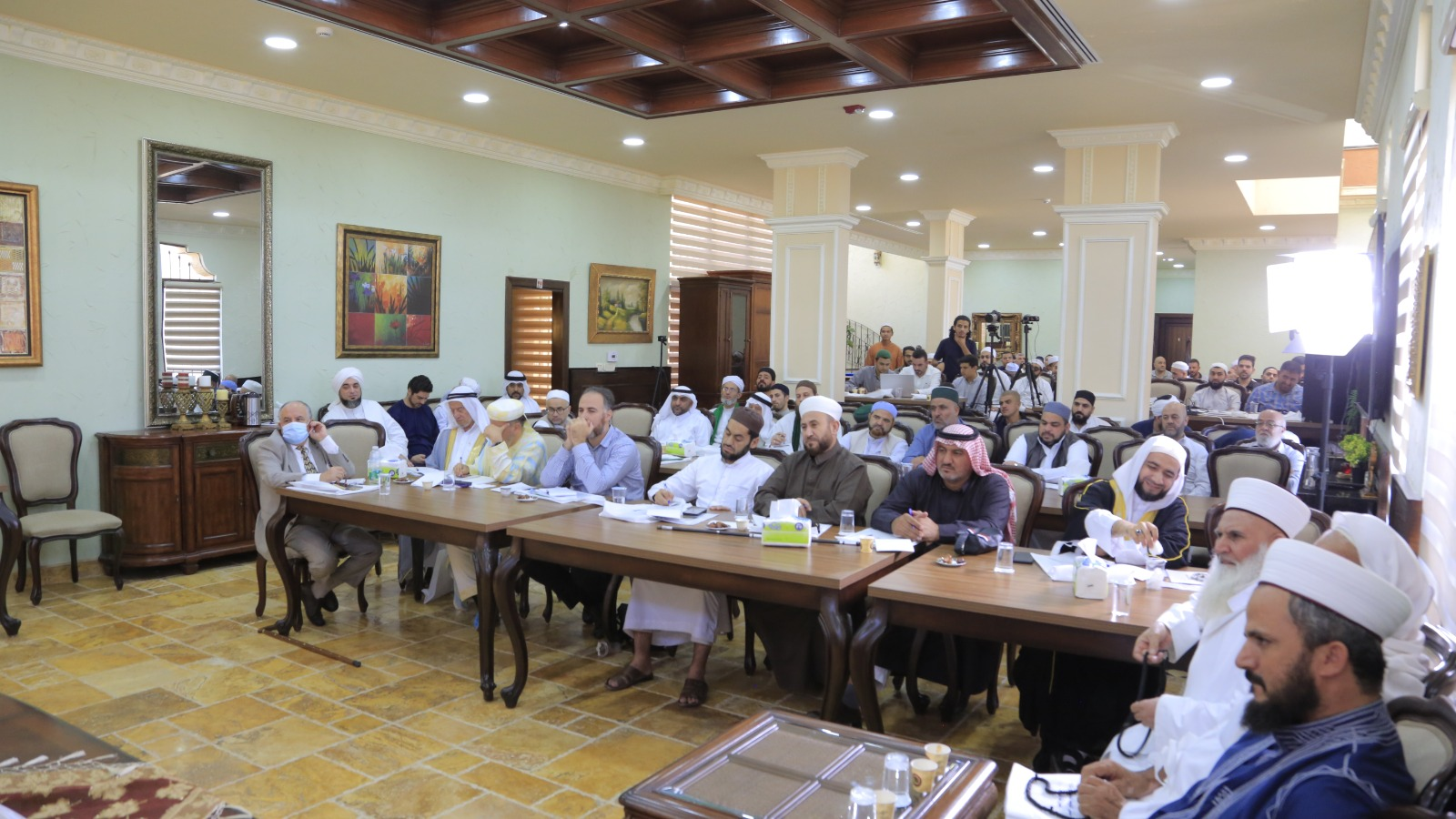
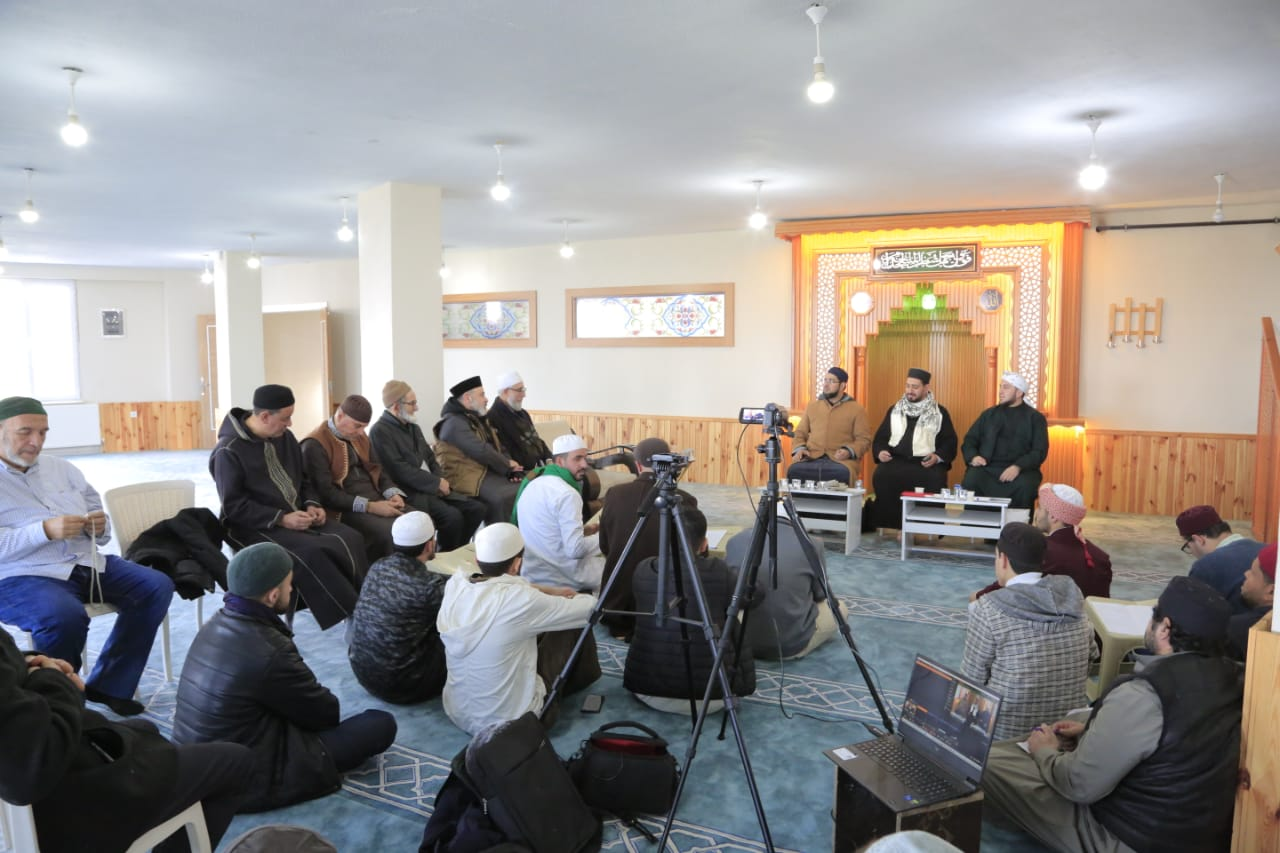
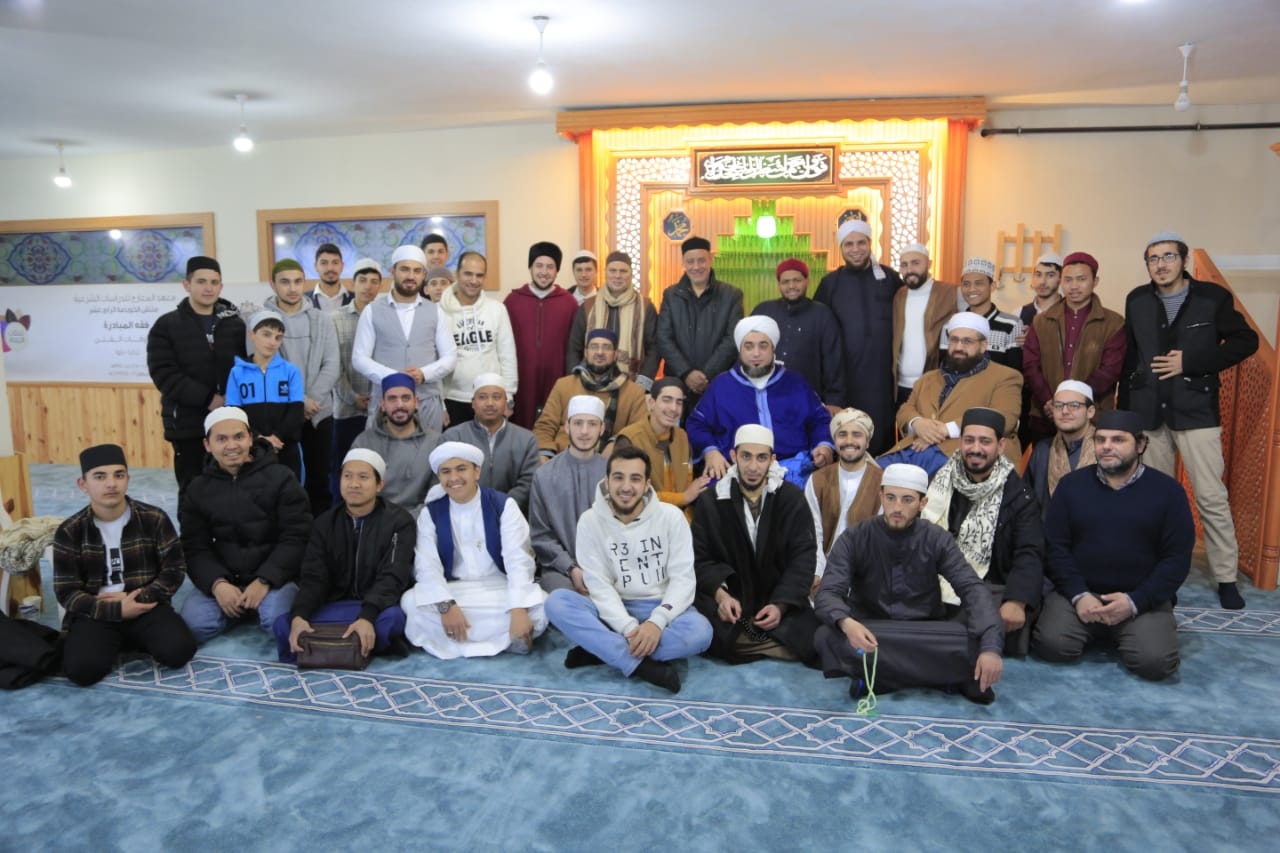